# Die 500 Millionen der Begum

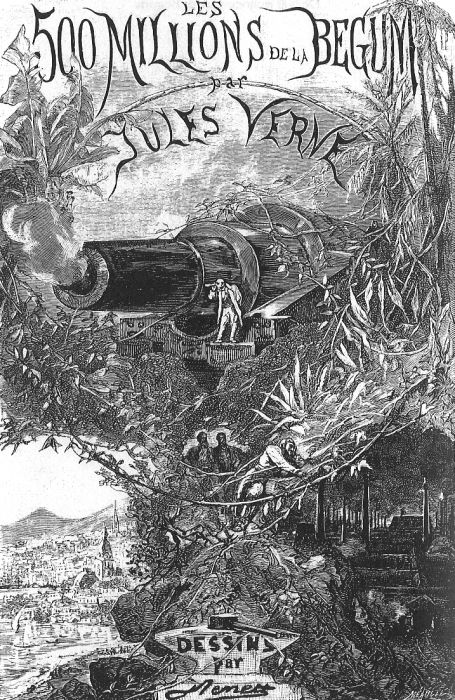
Titelillustration aus der französischen Originalausgabe mit einer Illustration des Zeichners Léon Benett

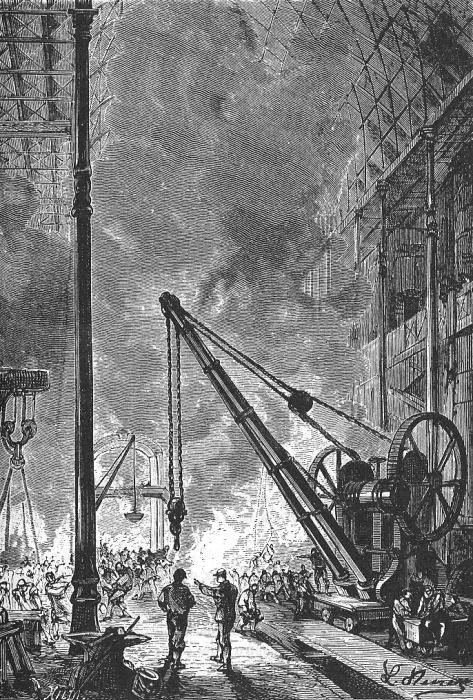
Ein riesiger Baukran

Die 500 Millionen der Begum (auch Die fünfhundert Millionen einer indischen Prinzessin) ist ein Roman des französischen Autors Jules Verne, der erstmals 1879 von dem Verleger Pierre-Jules Hetzel als Band 18 der Voyages extraordinaires unter dem französischen Titel Les Cinq Cents Millions de la Bégum veröffentlicht wurde. Im Anhang des Bandes befand sich die  Kurzgeschichte Les Révoltés de la Bounty. Die deutschsprachige Ausgabe erschien 1880 unter dem Titel Die 500 Millionen der Begum. Der englische Titel des Romans lautet The Begum’s Fortune (auch The Begum’s Millions).

## Handlung
500 Millionen, die das Vermögen einer indischen Prinzessin (der Begum) sind, warten auf einen Erben. Als Erbe wird der französische Arzt Dr. Sarrasin ermittelt, der fassungslos vor Glück ist. Er schmiedet große Pläne. Er will mit dem Geld eine moderne und blühende Stadt nach streng hygienischen Gesichtspunkten errichten. Doch auch der deutsche Professor Schultze erhebt Anspruch auf das Erbe. Er will ebenfalls eine Stadt bauen. Seine Vorstellungen sind jedoch völlig anderer Art als die von Sarrasin. Schultze baut ein Stahlimperium auf, eine Waffenschmiede für Geschütze und Kanonen nach dem Vorbild von Krupp.
Beide Pläne werden umgesetzt. Bald steht die saubere und idealisierte Stadt France-Ville in unmittelbarer Nähe der dunklen Stahlstadt gegenüber. Nach kurzer Zeit bahnt sich ein Konflikt an. Schultze richtet eine riesige Kanone mit einem geheimnisvollen Geschoss auf seinen Konkurrenten.
Der junge Ingenieur Marcel Bruckmann aus dem Elsass kann sich unter falschem Namen in Stahlstadt einschleichen und das Vertrauen des Professors gewinnen. Der Erbauer der Riesenkanone und der Geheimwaffe lässt aber keinen Mitwisser zu. Der junge Ingenieur kann jedoch fliehen und die Einwohner von France Ville warnen. Im letzten Moment entdeckt Marcel einen Fehler in den ballistischen Berechnungen Schultzes. Der Schuss verfehlt, wie Marcel vermutet hat, das Ziel.
Danach wird es ruhig um Stahlstadt. Es gibt Gerüchte, dass Schultze bankrott ist. Aus der Stadt kommen keine Lebenszeichen mehr. Marcel geht mit Octave, Dr. Sarrasins Sohn, in die Stadt und will das Rätsel lösen. Er findet Schultze tot vor. Dieser hatte ein Geschoss entwickelt, welches keinen Schaden an Gebäuden anrichtet, aber durch Vereisung und Vergiftung der Atemluft durch flüssiges Kohlensäuregas das Leben auslöschen sollte. Durch einen Defekt an der Waffe wurde der Erfinder von der Wirkung seiner eigenen Waffe getötet.

## Verfilmung
Der Roman wurde in der ČSSR 1978 unter dem Filmtitel Das Geheimnis der stählernen Stadt (auch: Die stählerne Stadt) verfilmt. Der Originaltitel des 85-minütigen Films lautete Tajemství ocelového mesta. Regie führte der tschechische Regisseur Ludvik Raza. Im Film wurden einige Personen des Romans umbenannt. Der Waffenproduzent Schultze wird im Film zu Professor Janus (Schauspieler Josef Vinklář), der junge Ingenieur Bruckmann zu Ingenieur Marcel Zodiak bzw. Moltke in der Stahlstadt (Jaromír Hanzlík). Weitere Hauptpersonen sind Dr. Sarrasin (M. Ruzek) und der Gehilfe von Janus Arminius (V. Besser).

## Hörspiele
- 1968 – Die 500 Millionen der Begum
  - Bearbeitung (Wort): Dieter Rohkohl
  - Komposition: Harald Banter
  - Regie: Otto Düben
  - Sprecher: Ursula Langrock, Alois Garg, Manfred Heidmann, Hermann Motschach, Christoph Quest, Alwin Michael Rueffer, Kurt Lieck u. a.
  - Produktion: Westdeutscher Rundfunk 1967, Erstsendung: 4. Januar 1968[1]

## Hintergrund
Hetzel kaufte die Grundidee des Buches als Manuskript von Paschal Grousset. Dieser hatte unter dem Titel L’Héritage de Langevol (Das Langevol-Vermächtnis) die Auseinandersetzung der von einem Deutschen streng geführten Industriestadt mit einer französischen Idealstadt namens Hygeia beschrieben. Jules Verne erhielt von Hetzel den Stoff zur Überarbeitung, die ziemlich umfangreich ausfiel.
Im Buch ist ein kleiner Anachronismus enthalten. Marcel Bruckmann soll zunächst als Puddler in Stahlstadt arbeiten. Zu dieser Zeit, ca. 1880, war das Puddelverfahren bereits durch das Bessemer-Verfahren (ab 1860) abgelöst worden.
Dieser Roman sollte die Moral der Franzosen nach dem verlorenen  Deutsch-Französischen Krieg wieder aufrichten, der ein Trauma verursacht hatte, insbesondere der Verlust Elsass-Lothringens und die Reparationen in Höhe von 5 Mrd. Goldfrancs. Das Buch spielt auf diese Ereignisse an: Der Freund von Octave Sarrasin ist Elsässer und Octave fürchtet, dass sein Vater die Erbschaft Frankreich schenkt, um die Reparationen zu bezahlen. Außerdem stand dieser Roman auch, als einziges Buch Jules Vernes, ab dem 10. Mai 1943 auf der 3. Auflage der „Liste Otto“, Bücher, die unter der deutschen Besatzung in Frankreich während des Zweiten Weltkriegs verboten waren.